# Börje-Bengt Hedblom
Börje-Bengt Hedblom est un bobeur suédois.

## Carrière
Börje-Bengt Hedblom participe aux Championnats du monde de bobsleigh de 1961 à Lake Placid et remporte une médaille de bronze en bobsleigh à quatre.